# 299e régiment d'infanterie (France)
Le 299e régiment d'infanterie (299e RI) est un régiment d'infanterie de l'Armée de terre française constitué en 1914 avec les bataillons de réserve du 99e régiment d'infanterie.
À la mobilisation, chaque régiment d'active créé un régiment de réserve dont le numéro est le sien plus 200. Le régiment participe également à la Seconde Guerre mondiale sous le nom de 299e régiment d'infanterie alpine (299e RIA).

## Création et différentes dénominations
- Août 1914 : Le 299e Régiment d'Infanterie régiment de réserve du 99e régiment d'infanterie basé à Lyon est mobilisé à Sainte-Colombe-lès-Vienne.
- 1939 : 299e régiment d'infanterie alpine (299e RIA)
- 1978 : 299e régiment d'infanterie divisionnaire  (299e RID) puis 299e régiment inter-armes divisionnaire (299e RIAD)

## Chefs de corps
- août 1914 - octobre 1915 : Lieutenant Colonel Petitjean[1]
- octobre 1915 - janvier 1919 : lieutenant-colonel Vidal[2]
- 1939-1940 : colonel Dupont de Dinechin[3]

## Historique des garnisons, combats et batailles du 299eRI

### Première Guerre mondiale

#### Affectation
- 74e Division d'Infanterie d'août 1914 à novembre 1918[4].

Le régiment est affecté à la 147e brigade d'infanterie de la 74e DI, au sein de la 14e région militaire. La brigade se regroupe dans la région Chambéry aux ordres du Général Durupt le 3 août 1914

#### 1916
A l'automne 1916, il participe à la première offensive de Verdun pour repousser les troupes Allemandes au-delà du fort de Douaumont et du fort de Vaux.

#### 1917
En décembre 1917, les deux bataillons du régiment sont renforcés par un nouveau bataillon venu du 222e RI.

#### 1918
- 27 mai 1918 : Seconde bataille de la Marne, bataille de l'Aisne[4]

### L'Entre-deux-guerres
Le régiment rejoint les bords du Rhin (rive alsacienne) en janvier 1919 puis est dissous le 16 avril 1919.

### Seconde Guerre mondiale
Le 299e régiment d'infanterie alpine est mobilisé à partir du 3 novembre 1939 à Lyon. Il fait partie des unités de réserve B, non destinées être directement engagées au front dès la mobilisation. Au sein de la 64e division d'infanterie, il combat pendant la bataille des Alpes face aux Italiens. Il est dissout le 31 juillet 1940 à Lyon.

### De 1945 à nos jours
En 1978, il est remis sur pied comme régiment de réserve, sous le nom de 299e régiment d'infanterie divisionnaire puis de 299e régiment inter-armes divisionnaire, chargé de la protection de la 51e division militaire territoriale.

## Drapeau
Il porte, cousues en lettres d'or dans ses plis, les inscriptions suivantes :
- Verdun 1916
- Picardie 1918
- Champagne 1918
- Argonne 1918

Sa cravate est décorée de la croix de guerre 1914-1918 (avec quatre palmes pour les quatre citations à l'ordre de l'armée reçues) et porte la fourragère aux couleurs du ruban de la Médaille militaire.

## Sources et bibliographie
- JMO 147e brigade d'infanterie
- JMO 299e régiment d'infanterie
- Historique du 299e régiment d'infanterie : la grande guerre, Bergerac, Impr. générale du sud-ouest, 1921, 32 p., lire en ligne sur Gallica.
- Amicale du Royal Deux-Ponts, 99e et 299e R.I.